# Jörg Dallmann
Jörg Dallmann (ur. 10 sierpnia 1979 w Erfurcie) – niemiecki łyżwiarz szybki, brązowy medalista mistrzostw świata.

## Kariera
Największy sukces w karierze Jörg Dallmann osiągnął w 2008 roku, kiedy wspólnie z Marco Weberem i Stefanem Heythausenem zdobył brązowy medal w biegu drużynowym podczas dystansowych mistrzostw świata w Nagano. Był to jedyny medal wywalczony przez niego na międzynarodowej imprezie tej rangi. Indywidualnie najlepszy wynik osiągnął na rozgrywanych rok później dystansowych mistrzostwach świata w Richmond, gdzie był piętnasty w biegu na 1500 m. W 2006 roku brał udział w igrzyskach olimpijskich w Turynie, gdzie zajął 37. miejsce na dystansie 1500 m, a w drużynie był siódmy. Nigdy nie stanął na podium indywidualnych zawodów Pucharu Świata, jednak w drużynie dokonał tego dwukrotnie. Najlepsze wyniki osiągnął w sezonie 2004/2005, kiedy zajął 17. miejsce w klasyfikacji końcowej 1500 m. W 2011 roku zakończył karierę.